# クルト・ヴュートリッヒ
クルト・ヴュートリッヒ（Kurt Wüthrich, 1938年10月4日 – ）は、スイス出身の化学者。1970年代から始まった「タンパク質を構造解析する手段としての多次元核磁気共鳴法の先駆的研究」をリードしてきた功績に対して、2002年にノーベル化学賞を授与された。

## 経歴
ベルン州アールベルク生まれ。ベルン大学で化学、物理学、数学を学び、1964年にバーゼル大学でSilvio Fallabの指導のもと博士号を取得した。しばらくの間Fallabの元でポストドクターとして働いた後、Robert E. Connickとともに研究をするため1965年から1967年までカリフォルニア大学バークレー校に在籍した。その後、1967年から1969年までベル研究所のRobert G. Shulmanの元で任期付き研究員となった。
1969年にスイスのチューリッヒに戻り、チューリッヒ工科大学で1980年まで生物物理学の教授となった。現在もこことカリフォルニア州ラホヤのスクリプス研究所に研究室を構えている。

## 業績
大学院生時代に電子スピン共鳴の研究を始め、｢自動酸化反応においての銅化合物の触媒活性｣を博士論文のテーマとした。バークレーでのポスドク時代に金属化合物の水和反応を解析する手段として、当時最新の技術であった核磁気共鳴分光法に取り組み始めた。ベル研究所に移ると、超伝導核磁気共鳴分光法の研究を任され、タンパク質の構造や動力学の研究を始めた。彼はその後ずっとこの研究を続けている。
スイスに帰国すると、ノーベル賞学者のリヒャルト・R・エルンストらとともに2次元NMR法の開発の研究に取り組み始め、タンパク質間の距離を測る簡便な方法である核オーバーハウザー効果を開発した。

## 主な受賞歴
- ルイザ・グロス・ホロウィッツ賞（1991年）（コロンビア大学）
- ルイ＝ジャンテ医学賞（1993年）
- 京都賞先端技術部門（1998年）
- オットー・ワールブルク・メダル（1999年）
- ノーベル化学賞（2002年）